# Pinsà borroner cap-roig
El pinsà borroner cap-roig (Pyrrhula erythrocephala) és una espècie d'ocell de la família dels fringíl·lids (Fringillidae) que habita formacions boscoses del nord del Pakistan i de l'Índia, el Nepal, Bhutan i sud-est del Tibet.